# Frits Flinkevleugel

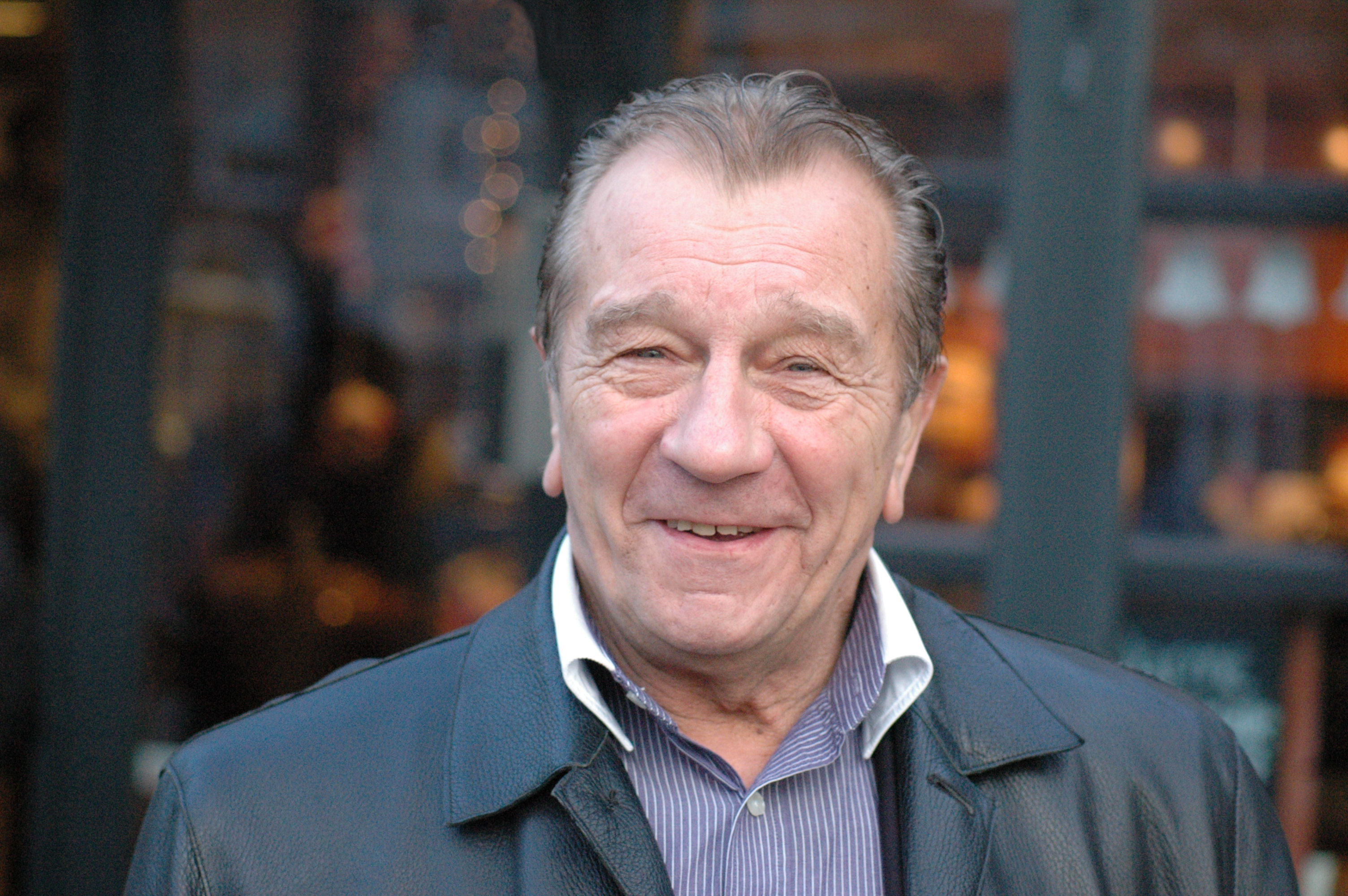
Frits Flinkevleugel (2009)

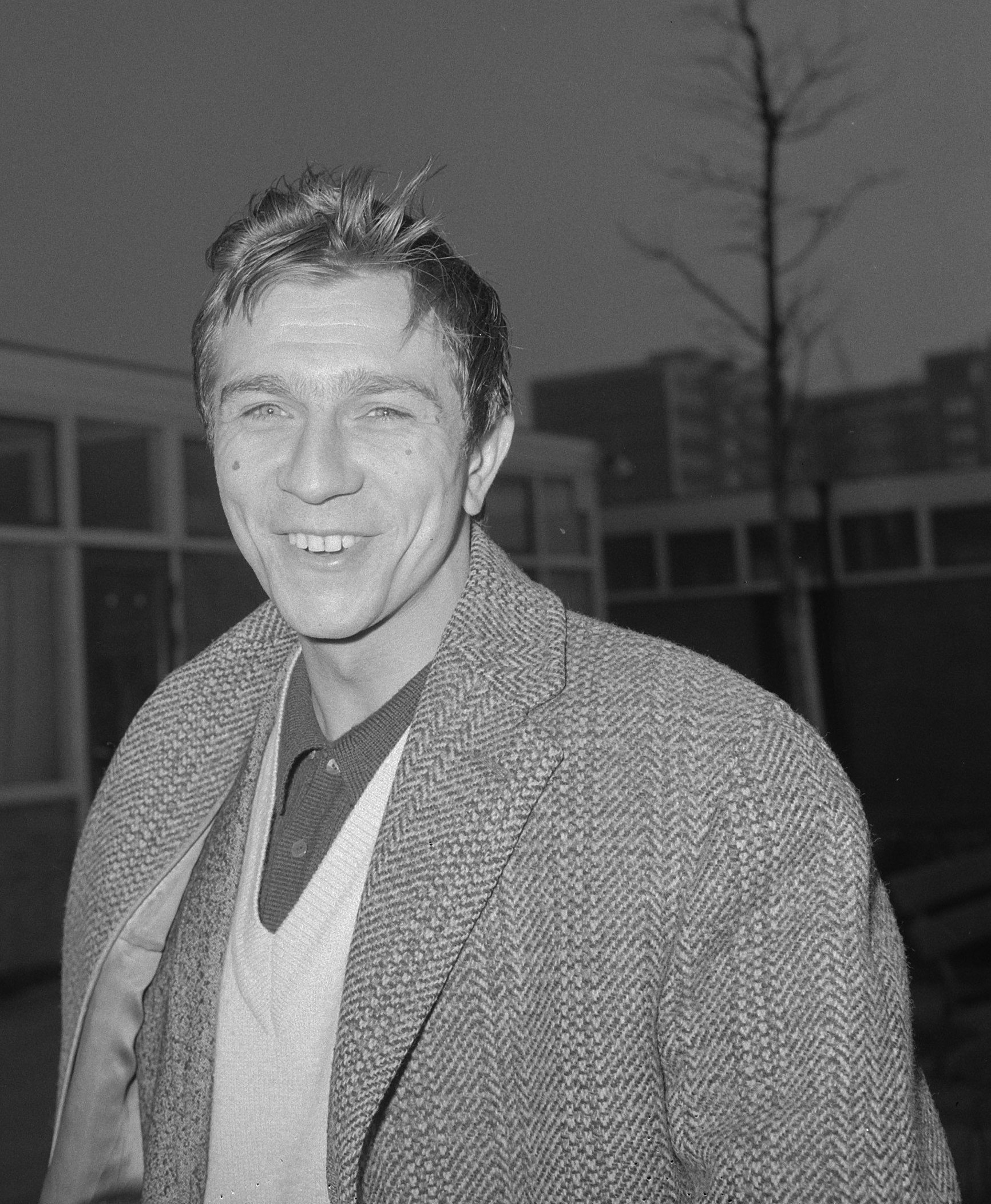
Frits Flinkevleugel (1965)

Frits Flinkevleugel (* 3. November 1939 in Amsterdam; † 10. April 2020 ebenda) war ein niederländischer Fußballspieler. Der Abwehrspieler absolvierte in der niederländischen Fußballnationalmannschaft von 1964 bis 1967 elf Länderspiele.

## Laufbahn
Bereits mit 16 Jahren absolvierte er sein erstes Spiel für den Verein Amsterdamsche FC DWS.
In der Saison 1963/64 errang er mit DWS den Meistertitel, nahm 1964/65 mit seinem Verein am Wettbewerb um den Europapokal der Landesmeister teil und erreichte 1964/65 die Vizemeisterschaft in der Eredivisie. Im Europapokal scheiterte der Abwehrstratege im Viertelfinale gegen den ungarischen Vertreter Győri Vasas ETO (1:1/0:1). Im Hinspiel am 24. Februar 1965 in Amsterdam waren 46.915 Zuschauer Zeuge des 1:1-Remis. Mit Torhüter Jan Jongbloed und den Verteidigern Israel, Schrijvers und Pijlman bildete er in beiden Spielen die Abwehrformation der Amsterdamer.
1964 absolvierte der Abwehrspieler sein erstes Länderspiel, dem weitere 10 Spiele bis 1967 folgen sollten. In der Nationalmannschaft debütierte er am 9. Dezember 1964 in Amsterdam in einem Freundschaftsspiel gegen England (1:1) an der Seite seines Vereinskameraden und Liberos Rinus Israël. Zehn Jahre später, 1977, beendete er seine Karriere nach mehreren Verletzungen.
Zuletzt wohnte er in Zandvoort. Im April 2020 starb Flinkevleugel während der COVID-19-Pandemie in den Niederlanden an den Folgen einer SARS-CoV-2-Infektion.